# Marinarozelotes ansimensis
Espèce
Synonymes
- Trachyzelotes ansimensis Seo, 2002

Marinarozelotes ansimensis est une espèce d'araignées aranéomorphes de la famille des Gnaphosidae.

## Distribution
Cette espèce est endémique de Corée du Sud. Elle se rencontre vers Daegu.

## Description
La femelle holotype mesure 6,78 mm.

## Systématique et taxinomie
Cette espèce a été décrite sous le protonyme Trachyzelotes ansimensis par Seo en 2002. Elle est placée dans le genre Marinarozelotes par Ponomarev en 2020.

## Étymologie
Son nom d'espèce, composé de ansim et du suffixe latin -ensis, « qui vit dans, qui habite », lui a été donné en référence au lieu de sa découverte, Ansim.

## Publication originale
- Seo, 2002 : « Two species of gnaphosid spider (Araneae). » Journal of the Institute of Natural Sciences, Keimyung University, vol. 21, no 2, p. 57-60.